# Partit per Catalunya (España)
El Partit per Catalunya (PxCat, Partido por Cataluña) es un partido político español cuyo ámbito de actuación prioritario es la comunidad autónoma de Cataluña. Es el fruto de una escisión del partido populista de ultraderecha Plataforma per Catalunya en 2007.
Se posicionan como preocupados por la inseguridad ciudadana y la inmigración, con especial énfasis en los "inmigrantes extracomunitarios provenientes de civilizaciones abiertamente hostiles a Occidente", proponiendo el cierre de fronteras, la implicación del ejército en el control de fronteras, aprobando una ley orgánica que permita "la repatriación de la inmigración islámica por razones de seguridad nacional, comenzando por las corrientes salafistas, incluso si se trata de inmigrantes legales".
El 13 de enero de 2008 se celebró el primer congreso del partido y fue aprobada una declaración programática y una "norma fundamental". El PxCat pasó a definirse así como "partido de los trabajadores", porque, según el texto, las clases humildes son las principales perjudicadas por la actual política de inmigración, que en cambio beneficia a las clases altas y medias, según el PxCat.  
Su fundador y presidente es Mateu Figuerola i Niubó (nacido en Bellpuig en 1955). Fue consejero comarcal de Segarra de 1996 a 2010 y es concejal en Cervera desde 1992.
En 2015 y tras la expulsión de PxC de Josep Anglada, Mateu Figuerola regresó a PxC y fue candidato de PxC por su localidad, Cervera, en las Eleccions Municipales del mismo año, donde no consiguió renovar su acta de concejal, que mantenía desde 1992, habiendo pasado por diversos partidos de derechas.
En la actualidad, el PxCat no existe más allá de su registro como partido político. Sus escasos militantes volvieron a PxC junto con su presidente Mateu Figuerola, quien aún está vinculado al mismo.